# Vliegeren

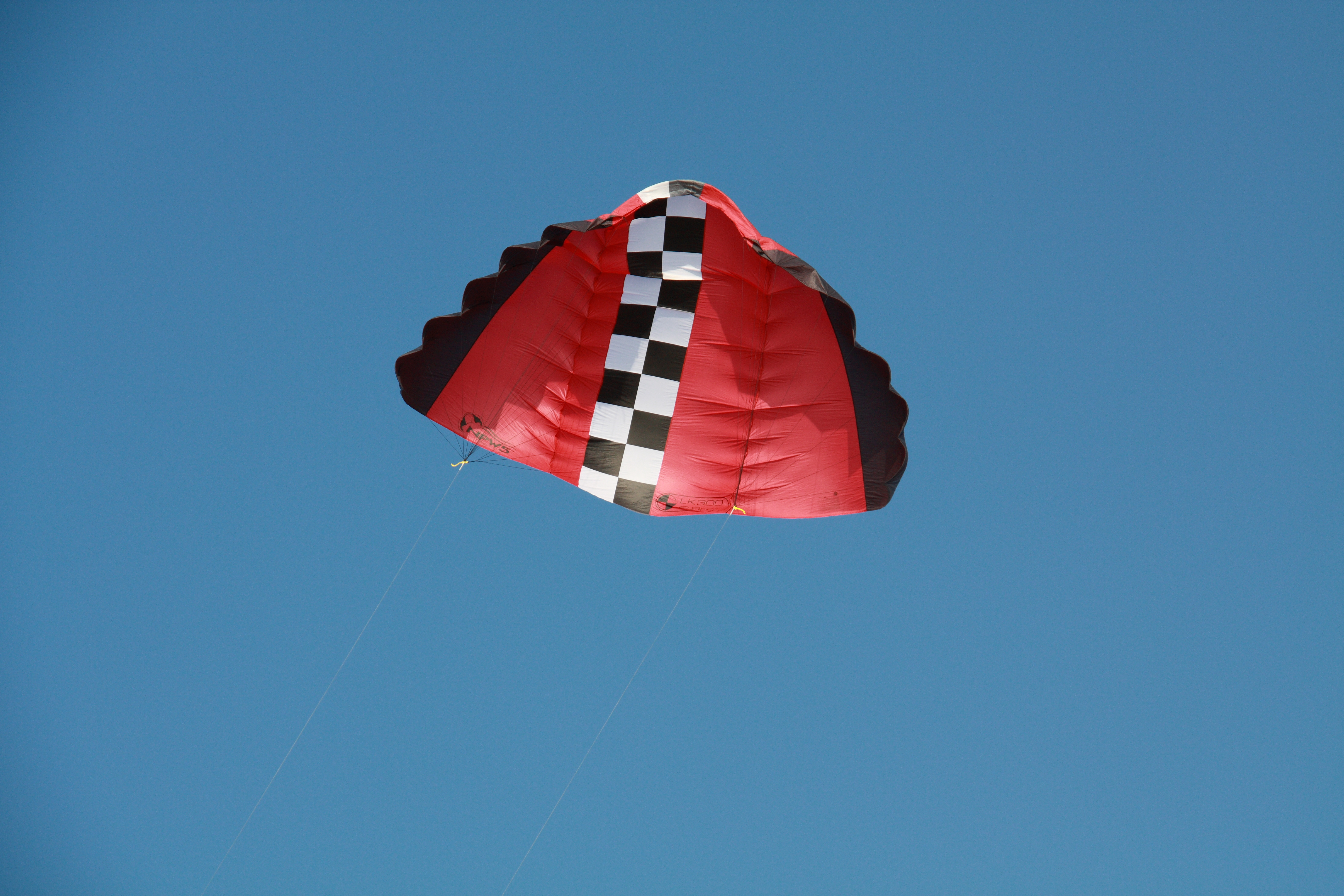
Een vlieger, Nederland, 2010

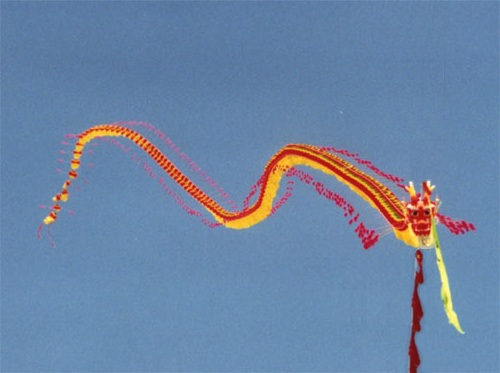
Een Chinese vlieger. Vliegerfestival, Berkeley (Californië), 2000.

Vliegeren is de kunst om een voorwerp van papier of stof aan een draad zo lang mogelijk in de wind te laten vliegen.
Een vlieger wordt door de wind omhooggedrukt terwijl het touw verhindert dat de vlieger wegwaait. Zonder touw is vliegeren niet mogelijk. Breekt het touw, dan drijft de vlieger met de wind mee, de vlieger voelt dan geen wind meer en valt omlaag.
Er zijn vele soorten (bestuurbare) vliegers van lichte en sterke materialen als spinnakerdoek, stokken (vroeger van hout, nu van glas- of koolstofvezel) en supersterke vezels als Dyneemavliegerlijn. Varianten zijn vliegeren met trick- en teamvliegers en buggyen met een vlieger en een karretje (of met een slee over het poolijs).

## Geschiedenis
De eerste officiële vlieger duikt op rond 400 voor Christus in China, maar er zijn aanwijzingen dat daar reeds 600 jaar eerder de vlieger is uitgevonden. Dit heeft alles te maken met het feit dat in China zijde en bamboe beschikbaar is, de ideale materialen voor een goede vlieger. De eerste vliegers werden onder meer gebruikt om de afstand tot een muur te kunnen meten. Door gebruik te maken van deze techniek konden militairen in Japan zelfs een oorlog winnen. Via Japan, Indo-China en het Midden-Oosten en met de hulp van de oude Romeinen, die gebruik maakten van windzakken in de vorm van draken, belandt de vlieger onder andere dankzij Marco Polo rond de tijd van de Middeleeuwen in West-Europa.
De eerste afbeelding van de traditionele kruisvlieger dateert van 1618 en is gemaakt in Middelburg. Sindsdien is de vlieger niet meer weg te denken en is op diverse afbeeldingen uit West-Europese landen te zien, met name als speelgoed (bij het kinderspel). In 1749 wordt een vlieger voor het eerst door volwassenen gebruikt voor het doen van meteorologische waarnemingen. Kort daarna toont Benjamin Franklin met zijn 'elektrische' vlieger aan dat onweer een elektrisch verschijnsel is. In de 19e eeuw zijn allerlei voorbeelden bekend van vliegers die koetsen of boten moeten voorttrekken en er is zelfs een plan geweest om met vliegers drenkelingen te redden.
Rond 1900 komt men erachter dat vliegers krachtig genoeg zijn om mensen in de lucht te kunnen hijsen, waarmee het 'man-lifting' wordt geïntroduceerd. Net als bij de eerste vliegers in China werden vliegers toen voor militaire doeleinden ingezet. Zo maakte de Amerikaanse cowboy en 'Buffalo Bill lookalike' Samuel Cody voor de Engelse marine grote vliegers, die vanaf boten werden opgelaten. Deze modellen zijn tot in de Tweede Wereldoorlog gebruikt om boven Londen ter afschrikking van de Duitse vliegtuigen te dienen.
Dit 'man-lifting' smaakte naar meer en op allerlei plekken op de wereld werd geëxperimenteerd met vliegers die zelfstandig konden vliegen, waarna in 1903 door de gebroeders Wright het vliegtuig werd uitgevonden. Andere beroemde namen van vliegeraars uit deze periode zijn Peter Powell en Alexander Graham Bell. In de 20e eeuw is er een grote variëteit ontstaan in modellen. Na de Tweede Wereldoorlog wordt door Rogallo geëxperimenteerd met flexibele vliegers en Peter Powell komt in de jaren 70 met een bestuurbare kruisvlieger.

## Vechtvliegeren
In Azië en ook wel in Suriname en Brazilië is het vechtvliegeren populair. Hierbij gaat het erom het touw van de tegenstander door te snijden en zo een vlieger buit te maken. Meestal wordt hiertoe een glaslijn gebruikt, dat wil zeggen dat een mengsel van lijm en vergruisd glas op de lijn is aangebracht. Soms worden ook mesjes aan de lijn of de vlieger bevestigd. Deze sport kan gevaarlijk zijn voor mensen en vogels. Als de lijn vast komt te zitten in telefoon- of elektriciteitskabels kunnen deze bovendien bij pogingen de lijn los te rukken beschadigd worden. 

## Wettelijke regels
Vliegeren binnen een straal van 500 meter van een bovengrondse hoogspanningskabel is in Nederland een strafbaar feit (artikel 429, vijfde lid, Sr). Bovendien mag een vlieger nergens hoger worden opgelaten dan 100 meter en in het geheel niet in laagvlieggebieden en binnen een straal van drie kilometer rond een niet gecontroleerd luchtvaartterrein en een straal van vijf kilometer rond een gecontroleerd luchtvaartterrein (Regeling kabelvliegers en kleine ballons).

## Festivals en wedstrijden
Een van de meest bekende vliegerfestivals in Europa gaat sedert 1987 jaarlijks door op de stranden van het Noord-Franse Berck-sur-Mer. In Nederland wordt een bekend vliegerfestival gehouden in Scheveningen. Dit festival kon in 2024 niet plaatsvinden omdat het deel van het strand van Scheveningen waar normaal gesproken gevlogen werd te klein werd door de verbouwing van de Boulevard en de verplaatsing van de strandtenten. Hierdoor kon de veiligheid van de vliegeraars en de bezoekers niet worden gegarandeerd.
Bekende locaties van vliegerfestivals in Denemarken (doorgaans in de maand juni) zijn de stranden op de Waddeneilanden Fanø en Rømø.

## Vliegeren in de cultuur
- De vlieger speelt een belangrijke rol in de boeken De vlieger van Maarten 't Hart en De vliegeraar van Khaled Hosseini.
- Het Gentse volkslied 't Vliegerke lijkt in eerste instantie een ode aan het vliegeren te zijn, maar de termen worden dubbelzinnig gebruikt.
- De Nederlandse volkszanger André Hazes scoorde in 1977 een grote hit met het nummer De Vlieger, waarin de zoon van een weduwnaar een vlieger oplaat met daaraan een brief voor zijn moeder.